# Steve Young
Jon Steven "Steve" Young (født 11. oktober 1961 i Salt Lake City, Utah, USA) er en pensioneret amerikansk footballspiller, der spillede 15 sæsoner (1985-1999) i NFL, heraf de 13 for San Francisco 49ers. Young var med til at vinde tre Super Bowl-titler, og regnes af mange blandt de bedste quarterbacks i ligaens historie.

## Resultater
Young spillede sine første to sæsoner i NFL hos Tampa Bay Buccaneers, inden han i 1987 kom til San Francisco 49ers. Her fungerede han i mange år som backup for legenden Joe Montana, men viste sig efter dennes skifte til Chiefs som en værdig afløser. I 1995 førte han klubben frem til sejr i Super Bowl XXIX, hvor han også blev valgt til MVP, kampens mest værdifulde spiller. Inden da havde han som reserve for Montana været med til at vinde Super Bowl XXIII og XXIV.
Ikke mindre end syv gange blev Young valgt til Pro Bowl, NFL's All Star-kamp. To gange, i 1992 og 1994 blev han desuden valgt til den bedste spiller i hele ligaen.